# Lady Saw
Lady Saw (eigentlich Marion Hall; * 12. Juli 1972 in Galina, St. Mary, Jamaika) ist ein Dancehall- und Reggae-Deejay.

## Karriere
Lady Saw stand bereits im Alter von 15 Jahren auf der Bühne. Nachdem sie sich in den frühen 1980er Jahren in ihrer Heimatstadt einen Namen als Sängerin gemacht hatte, zog sie nach Kingston, um sich dort vor einem breiteren Publikum Gehör zu verschaffen. Sie arbeitete mit einem Soundsystem namens Romantics zusammen und versuchte sich an nur wenigen wirklichen Dancehall-Tunes, so coverte sie unter anderem Chaka-Khan-Songs.
Zu dieser Zeit erhielt sie auch ihren Künstlernamen Lady Saw, in Anlehnung an den damals populären Sänger Tenor Saw, an dessen Art zu singen Halls Stil erinnerte.
Nach der Rückkehr in ihre Heimatstadt trat sie bei einer vom Soundsystem Stereo One initiierten Show in St. Mary auf. Hier verschaffte sie sich nicht nur den Respekt des Publikums, sondern auch der anderen Dancehallgrößen dieser Zeit. Sie kehrte in der Folge zurück nach Kingston und veröffentlichte auf Capricorn Love Me or Lef Me, gefolgt von Bogle Dance und Am I Losing You, die sowohl auf Jamaika als auch in England erfolgreich waren.
Das Stück If Him Lef wurde maßgebend für ihre oft harten und sexuell anzüglichen Texte. Mit Stab Out Mi Meat zeigte sich dann endgültig, dass sich diese Thematik zu ihrem Leitmotiv entwickeln sollte. Der Erfolg solcher Songs lässt sich wohl auch damit begründen, dass Lady Saw die erste Frau in der männerdominierten Gesangskultur Jamaikas war, die sexuelle Gedanken und Wünsche auf derart unmissverständliche Weise ausdrückte und damit vielen Frauen aus der Seele sprach (wohingegen dies bei männlichen Deejays bereits gang und gäbe war). Sie wurde so zur Begründerin des heute noch von weiblichen Dancehall-Artists aufgegriffenen „Rude-Gyal“-Images.
Ihre erste Nummer-Eins-Single wurde Find a Good Man (Diamond Rush), wodurch sie Zugang zu den großen Reggae- und Dancehall-Festivals wie Reggae Sunsplash, Sumfest und Sting bekam. Hier verstand sie es wie keine andere, die Massen zu begeistern und die öffentliche Kritik an ihr und vor allem an ihren Lyrics nur noch mehr anzuheizen – was dazu führte, dass sie für einige Zeit von sämtlichen Shows verbannt wurde. Für Nachahmer und Konkurrenten fand und findet Saw noch heute drastische Worte, etwa für Patra, die Anfang der 1990er Jahre durch lukrative Plattenverträge ihr international den Rang abzulaufen drohte („bout she a queen a di pack we - fi who?“ in Follow Me) oder in seit ihrem Zerwürfnis mit Tanya Stephens gehäuften Angriffen gegen die Kollegin (u. a. Way Back, Pop Down Peggy).
Heute gehört Lady Saw zu den Größen des Dancehall und ihrem Status als „Queen a di Dancehall“ zollten die Fans abermals durch eine Namensgebung Tribut, indem sie sie nunmehr als „Muma Saw“ zur Mutter aller weiblichen Dancehall-Artists erklärten – eine Ehre, die vor ihr nur Sister Nancy als Patronin der Raggamuffin-Girls zuteilwurde. Zu ihren erfolgreichsten Liedern gehören unter anderem Give Me a Reason, Sycamore Tree, Bossman (mit Beenie Man und Sean Paul), Son of a Bitch (als Antwort auf Shaggys It Wasn’t Me), Baddest Girl und Loser (mit Ce’Cile). Sie arbeitet mit unter anderem Missy Elliott, Sean Paul oder UB40 zusammen. 2001 steuerte sie den Rap-Track zu No Doubts Hit Underneath It All bei. 2004 veröffentlichte sie zwei Best-Of-Alben und eine Live-DVD.
Im April 2007 veröffentlichte sie mit Walk Out ihr letztes Album für das Independent-Label VP Records, benannt nach dem Titeltune auf dem Baddis-Riddim. Darauf enthalten ist Infertility, das in Jamaika Aufmerksamkeit erregte und in dem Saw nach einigen Fehlgeburten ihre eigene Unfruchtbarkeit thematisiert. In dem sehr persönlichen Stück verarbeitet sie die Erfahrung, dass unfruchtbare Frauen in ihrem Kulturkreis oft nicht als vollwertige Frauen akzeptiert werden. Lady Saw hat drei Adoptivkinder.

## Diskografie

### Alben
| - 1994: Lover Girl - 1994: Bare as You Dare - 1996: Give Me the Reason - 1996: Lady Saw & Friends (Alpha – nur in Japan erschienen) - 1997: The Collection (Diamond Rush) - 1997: Passion - 1998: Raw, The Best of Lady Saw | - 1998: 99 Ways (VP) - 2002: Tightness Supply - 2004: Strip Tease - 2007: Walk Out - 2009: Extra Raw - 2010: My Way |

### Singles
| - 1980: Bogle Dance - 1992: Stone - 1994: Baby Face - 1994: Limbo - 1994: Unite - 1994: Why Worry - 1994: Freedom of Speech - 1994: Hardcore - 1995: Boxing (mit Cornel Campbell) - 1995: Darnest Things - 1995: Ism & Skism - 1995: Condom - 1995: Everyday - 1995: Strong Wuk & Devotion - 1995: Incline Thine Ears - 1996: Healing (mit Beenie Man) - 1996: Want You Tonight (mit Shabba Ranks) - 1996: Sycamore Tree - 1996: Wrong from Right - 1996: Good Wuk - 1996: Money a Fi Spend - 1996: You’ll Never Find - 1996: Daddy - 1996: Fine Style (mit Determine) - 1996: No Long Talking - 1996: Woman Wi Name - 1996: Ole’ Wukka - 1996: Gimi Way - 1996: Night Nurse (mit Gregory Isaacs) - 1996: Ladies (mit Morgan Heritage) - 1996: Christmas with Saw - 1996: Slut - 1996: Taller They Come - 1996: Rich Man for Christmas - 1997: I Don’t Need to Know - 1997: Eh Em - 1997: Stale Fronto - 1997: Down with This Nigga - 1997: Long ’til it Bend (mit Merciless) - 1997: Get a Straw - 1997: Hice it Up - 1997: Smile (Vitamin C feat. Lady Saw) - 1998: Teenie Weenie Love (mit Beres Hammond) - 1998: No Matta Me - 1998: Oh Yeah - 1998: Nuh Dis Me - 1998: Don’t Even Stress Dat - 1998: Hardcore Lover (mit T.O.K.) - 1998: Lollipop - 1998: Hold On - 1998: Don’t Stress Dat - 1998: Sloppy in a Bed - 1998: No Matta Me - 1998: So Hot (mit Beenie Man) - 1999: No Pay - 1999: Dial Tone - 1999: Call U (mit Lexxus) - 1999: Cool and Loving (Barrington Levy feat. Lady Saw) - 1999: Mr. D. J. (mit Missy Elliott) - 1999: Ride - 1999: Hot Gal Lawya - 1999: Buck Them Up (mit Tanya Stephens) - 1999: One Night Stand | - 1999: Nah Mix Nah Mingle - 1999: Wet Dreams - 1999: 10 Dupee - 1999: No Bellyas - 1999: Straight Sex - 1999: Swarm Me - 1999: Feel Like Working - 1999: Go - 2000: Bump ’n’ Grind (...I Am Feeling Hot Tonight) (M Dubs feat. Lady Saw) - 2000: Son of a Bitch (mit Marsha) - 2000: Ain’t No Sunshine (feat. Bounty Killer) - 2000: Current Affair - 2000: Cass Cass (mit Major Sample) - 2000: New Checkie Book - 2000: Natural High / Misbehave (mit Elephant Man) - 2000: No Nee - 2001: Hottie Hottie Girls (mit Papa Dee) - 2001: Woman Beater - 2002: Underneath It All (mit No Doubt) - 2002: Hottest Girl - 2002: Dem Wine Ya - 2002: Blessings in Disguise - 2002: Can’t Tie Me Down - 2003: Na Na Na (Remix) (112 feat. Spragga Benz, Lady Saw, Buccaneer und Damian Marley) - 2003: Bossman (Beenie Man feat. Lady Saw und Sean Paul) - 2003: Mek Sure Yuh Prepare Tonight (mit Buju Banton und Angel Doolas) - 2003: Video Light - 2003: I’m Ready - 2003: Nah Mind No Man - 2003: Pretty Pu**y - 2003: Pumps in the Dance - 2003: Still Convinced - 2003: Two Night - 2003: Man Is the Least - 2004: I’ve Got Your Man - 2004: Sexual Healing (mit Marvin Gaye) - 2004: Sweat (A La La La La Long) 2004 (Inner Circle feat. Lady Saw) - 2004: Mack Daddy - 2004: Nooki Power - 2004: Best Pum Pum - 2004: 5 Star Hotel - 2004: F*ck Fest - 2004: Party - 2004: Paint the Town - 2004: Don’t Trespass - 2004: Been so Long - 2004: Dis Gal Ya - 2005: One Night - 2005: Tek De Fence - 2005: Ya So - 2005: Waste Time - 2005: Bling - 2005: All Right (mit Elephant Man) - 2005: Please (mit Seeed) - 2005: Should Have Known - 2006: Something - 2006: Just One Dance - 2006: Welcome to My World (mit Beenie Man) - 2008: Over Joy - 2008: Natiness - 2009: Stress Free - 2009: Hot Wud / Mercury Overdose |